# プレーンスケープ トーメント
『プレーンスケープ トーメント』（Planescape: Torment ）は、『アドバンスト・ダンジョンズ&ドラゴンズ』（AD&D）をベースにしたコンピュータRPG（CRPG）。Black Isle Studios が Windows 向けに開発し、Interplay Entertainment から1999年12月12日にリリースされた。日本では、SEGA から日本語マニュアル付き英語版が発売された。背景となるキャンペーン・セッティングには「プレーンスケープ」を採用している。ゲームエンジンには、BioWare の『バルダーズ・ゲート』でも使用されたインフィニティ・エンジンの改良版を採用している。
本作はストーリー主導型のゲームで、当時の他のCRPGと比べると戦闘の比重は小さい。主人公の The Nameless One（名も無き者）は殺されても何度でも蘇るイモータルであるが、すべての記憶を失っており、自分の名前さえ思い出すことができない。記憶を取り戻すために扉の町シギル（シジル）やその他の AD&D のプレーンを探索するのがゲームの中心となる。
ゲームは商業的にはそれほど成功しなかったが、多くの批評家から称賛され、カルト・クラシック（en:cult video game）となった。没入感のある大量のテキスト、「プレーンスケープ」をベースにした暗く謎めいた設定、主人公のユニークな人格などは、従来のCRPGの多くの特徴と一線を画すものであった。多くのゲームライターが1999年最高のCRPGと考え、リリース以降長きにわたって注目され続けている。
また本作発売から21年後の2020年には日本語化MODが配布されている。

## ゲームの概要
『トーメント』は BioWare のインフィニティ・エンジンをベースにしており、ゲームは等角投影法で描写された2次元の世界で表現される。探索画面では、地面をクリックして移動したり、オブジェクトをクリックして調べたりするというようにプレイヤーキャラクターを操作する。アイテムや呪文は、ホットキー、「クイック・スロット」、またはラジアル・メニューから使用できる。
ゲームのルールは『アドバンスト・ダンジョンズ&ドラゴンズ』第2版をベースにしているが、主人公は自分が死ぬことができない理由を探し求めているイモータルであるため、通常の『AD&D』のルールを超越した能力を持っている。ゲーム開始時に行うキャラクター作成では、主人公の能力値（ストレングス、インテリジェンス、カリスマなど）にポイントを割り振る。ゲーム開始時の主人公のキャラクタークラスはファイターであるが、対応する教師を見付ければ、シーフやメイジになったり、ファイターに戻ったりすることができる。主人公は鎧を装備できないが、代わりに魔法のタトゥーを「装備」することで能力を強化することができる。主人公が死んでもたいていの場合は何もペナルティがなく、別の場所で復活する。
主人公以外にもゲームの中で出会ったキャラクターのうち何人かがパーティに加わるが、主人公に同行するのは一度に5名までである。仲間にしたキャラクターは、他の NPC との会話中に発言することがあるほか、ゲーム中ランダムにパーティ・メンバー間での会話が発生する場合もある。
『トーメント』は、戦闘よりも会話によるクエストの解決を重視している。ゲームの戦闘エンカウンターの多くは、会話によって解決したり、ステルスによって回避したりすることができる。incite PC Gaming のレビューは、「このゲームはほぼ完全にストーリー主導であり、適切な質問をすれば、暴力が必要になる回数はわずかである」としている。主人公はジャーナルを携帯しており、プレイヤーがゲームのさまざまなクエストやサブプロットの経過を追うのに役立つ。
アライメントはキャラクターの道徳的および倫理的な観点を「善と悪」および「秩序と混沌」の独立した軸に基づいて決定するものである。本来の AD&D ではアライメントは静的な属性であるが、『トーメント』の主人公は「トゥルー・ニュートラル」（善でも悪でもなければ、秩序でも混沌でもない）のキャラクターとしてゲームを始め、ゲームを進めるうちに行動に応じてこの属性が徐々に変化する。NPC の反応は主人公のアライメントに応じて変化する。NextGen のレビューは、「このゲームは、親切で法を遵守する善人ぶったプレイヤーと、だれかれ構わず殺そうとする悪党プレイヤーの両方に娯楽を提供する」としている。